# رييسي
رييسي (بالإيطالية: Riesi)‏ هي بلدية في مقاطعة كالتانيسيتا في صقلية الإيطالية.

## السكان
في سنة 1861 بلغ عدد السكان 9٬226 نسمة، وتطور العدد ليصل في سنة 2011 لـ 11٬814 نسمة.
يظهر هذا المخطط البياني تطور النمو السكاني لـ رييسي